# Organy w parafii Wniebowzięcia Najświętszej Maryi Panny w Krzczonowie

## Organy w parafii Krzczonów

### Historia i charakterystyka
Organy w parafii pod wezwaniem Wniebowzięcia Najświętszej Maryi Panny w Krzczonowie (gm. Krzczonów, woj. lubelskie) zostały wybudowane przez Stefana Romańskiego z Lublina w 1908 roku. Udało się to zrealizować dzięki staraniom księdza Stachowicza oraz ogromnej ofierze wynoszącej połowę kosztu instrumentu, jaką złożył Paweł Skwarzyński (o czym świadczy pamiątkowa tablica nad stołem gry). Nie wiadomo czy wcześniej istniały jakieś inne organy w tej parafii.
Instrument posiada mechaniczną trakturę gry oraz rejestrów. W ozdobnej szafie znajduje się 9 głosów rozdzielonych między jeden manuał oraz pedał.
Całość napędzana jest dmuchawą elektryczną. Istnieje również możliwość kalikowania. Stół gry wbudowany jest z prawej strony instrumentu (patrząc od strony wejścia).
Przez cały okres swej historii organy z Krzczonowa nie ucierpiały w wyniku zawieruch wojennych ani żadnych dewastacji czy też przebudów. Instrument dotrwał w oryginalnym stanie zachowując swoje charakterystyczne brzmienie. Nigdy nie przeszedł generalnego remontu, ma za sobą jedynie okresowe naprawy usterek, co odbiło się na częściowej niesprawności klawiatur jak i traktury. Obecnie jest nieprzerwanie eksploatowany od 105 lat zarówno podczas liturgii jak i koncertów.

### Dyspozycja instrumentu

#### Manuał
(kolejność według ustawienia na wiatrownicy):
- Burdon 16'
- Dolce 8'
- Gamba 8'
- Aeolina 8'
- Oktawa 4'
- Mixtura 2 2/3'
- Pryncypał 8'

#### Pedał
- Subbas 16'
- Violonczello 8'

#### Dźwignie nożne
- Forte
- Połączenie pedału z manuałem
- Tutti

### Galeria

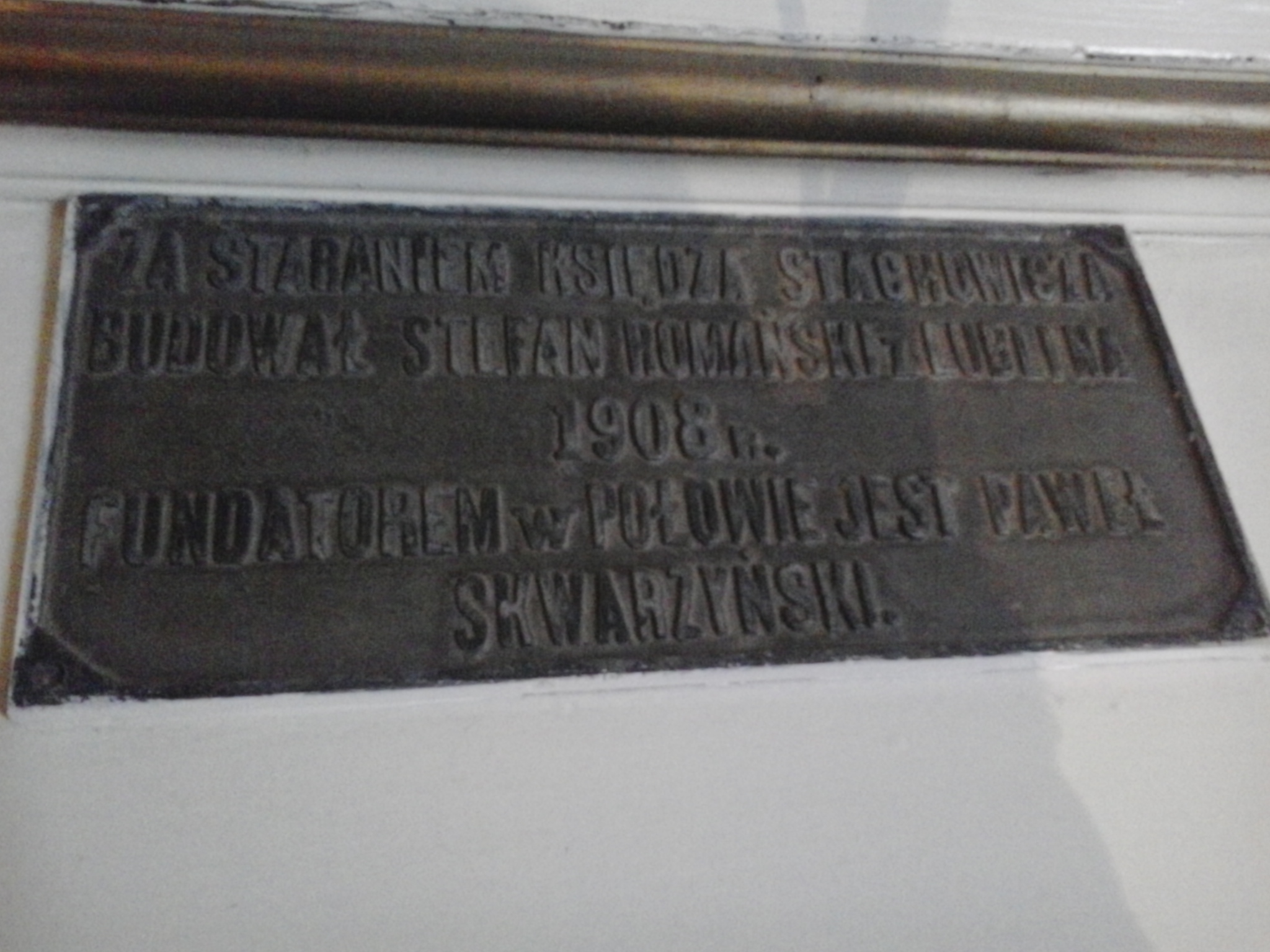
Tabliczka o budowniczym oraz fundatorze
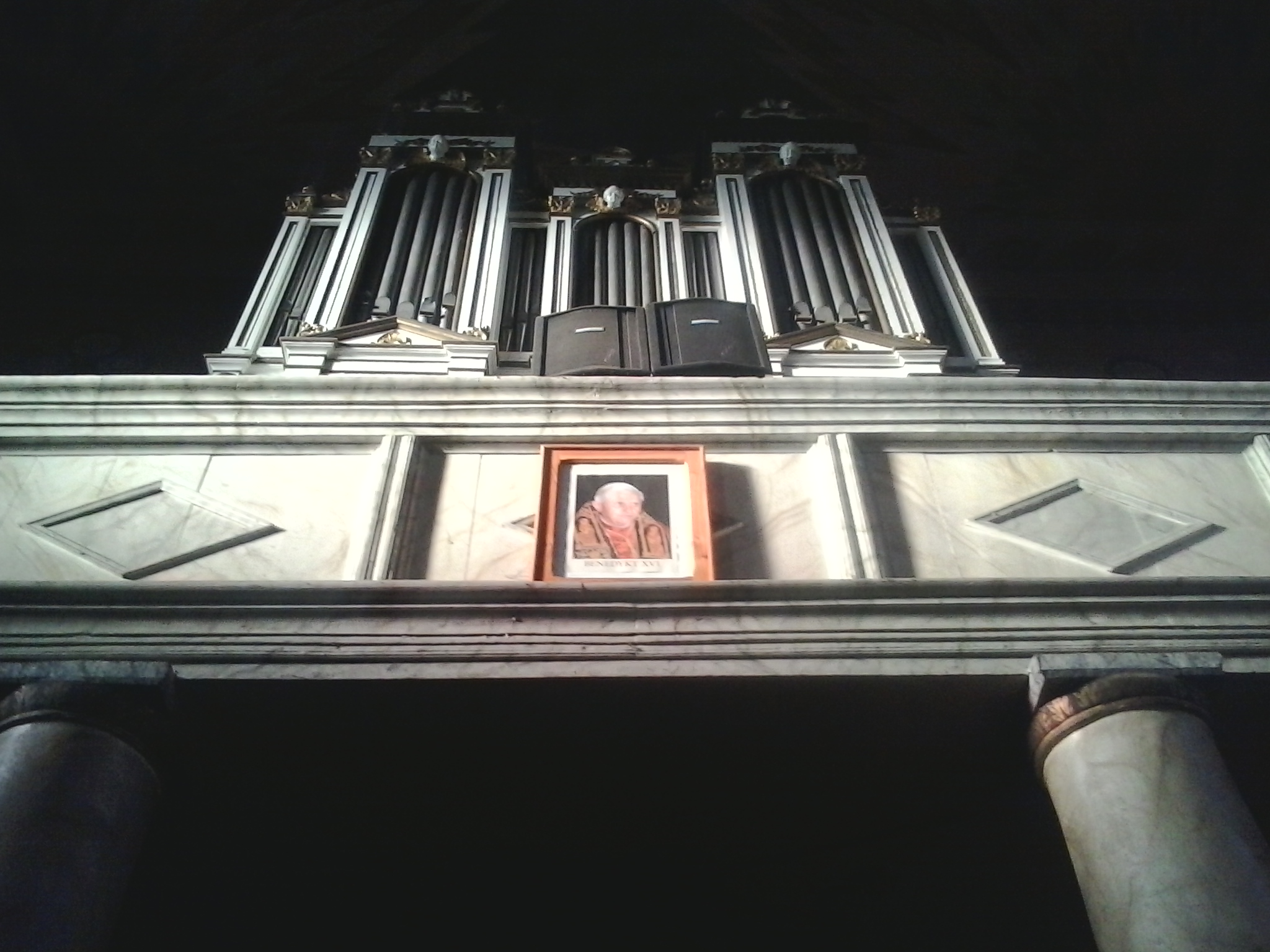
Ozdobny prospekt szafy organowej